# Talcott Parsons
Talcott Parsons (13. prosince 1902, Colorado Springs, Colorado, USA – 8. května 1979, Mnichov, Německo) byl americký sociolog, čelný představitel strukturálního funkcionalismu.
Největšími teoretickými přínosy Parsonse jsou formulace „vzorových proměnných“ (pattern variables), AGIL paradigmatu a individuálního aktu.

## Život
Parsons působil na Harvardově univerzitě v letech 1927–1973, poměrně dlouho ale v podřadné funkci asistenta, protože jeho šéfem byl Pitirim Sorokin, se kterým se nesnášel.[zdroj?] Jakožto hlavní postava Harvardského oddělení sociálních vztahů (Harvard's Department of Social Relations) – předchůdce oddělení sociologie, dal vzniknout generálnímu teoretickému systému pro analýzu společnosti, která byla později nazývána strukturálním funkcionalismem. Byl typickým interdisciplinárním vědcem, věnoval se matematice, medicíně, ekonomii, psychologii a samozřejmě sociologii.
Jeho syn Charles Parsons je známou postavou v oboru filozofie matematiky.

## Parsonsovy sociologické koncepty

### Teorie jednání
Parsons patřil k obhájcům „velké teorie“, pokusu spojit veškeré sociální vědy překlenujícím teoretickým rámcem. Jeho rané dílo „The Structure of Social Action“ shrnuje myšlenky jeho velkých předchůdců, zejména Maxe Webera, Vilfreda Pareta a Émilia Durkheima. Pokouší se o jejich propojení v jedinou „teorii jednání“ založenou na předpokladu, že lidské jednání je dobrovolné, úmyslné (účelné) a má symbolický rozměr.
Později byl Parsons zapleten do široké škály oborů a suboborů – od sociologie v medicíně po antropologii, dynamiku malých skupin, mezirasové vztahy, ekonomii a výchovu – ke kterým i sám přispěl.

### Parsonsův metodický postup
Parsonsův metodický postup je předem zformulován a poté „aplikován“. Odpovídá analyticko-funkcionálnímu pohledu na svět, ale rovněž analyticko-funkcionálnímu pohledu na tvorbu vědeckých poznatků. Otázkou je, jak Parsons došel k právě takovéto představě vědeckého postupu. Určitou roli zde hrála analogie s Darwinovou evoluční teorií, určitou roli vědecké „tradice“ (Weberovy ideální typy) a analytická paradigmata uplatňovaná v sociologii v důsledku všeobecné „exaktizace“ zahrnující matematizaci, strukturální a funkcionální analýzu, systémový přístup, kybernetiku apod.

## Paradigma AGIL
Paradigma AGIL, neboli paradigma čtyř funkcí vychází z laboratorních výzkumů interakcí v malých skupinách, na kterém Parsons spolupracoval s Robertem F. Balesem, jenž vypracoval schéma šestnácti typů interakcí, redukovaných do čtyř obecných kategorií, které reprezentují základní potřeby všech sociálních systémů. Stalo se základem teoretické analýzy i výkladu. „Ba co víc, schéma čtyř funkcí se pro něj (Parsonse, pozn. autor) stalo posléze vysvětlením prakticky pro cokoliv.“[Šubrt, 2006]
Parsons v knize Toward a General Theory of Action (1951) rozdělil jednání do tří vzájemně závislých subsystémů – subsystému kultury, osobnosti a sociálního systému. Tento přístup, vyznačující se zájmem o problematiku systému jednání se stal východiskem pro knihu The Social System vydanou v témže roce. Jmenované subsystémy vložil do schématu (AGIL) ke třem funkcím a později přidal ještě subsystém behaviorálního organizmu, který doplnil ke zbylé adaptaci. Behaviorální systém je vyjádřením skutečnosti, že člověk je biologický tvor; existence vnější a vnitřní přírody představuje podstatné limity jeho jednání. Jednotkou systému osobnosti je individuální aktér se svými potřebami, motivy a postoji. Sociální systém je v podstatě souhrnem rolí a rolových očekávání. Kulturní systém je výrazem sdílených hodnot. Tyto subsystémy musí pro zachování systému jednání podávat rozličné funkcionální výkony. Vzájemné prolínání těchto systémů tvoří to, co Parsons nazývá celkovým systémem jednání. Tento systém jednání zpětně Parsonsovi zapadl do schématu obecného systému jednání.
Každý sociální systém lze popsat pomocí tabulky rozdělitelné do čtyř polí. Dvě osy odpovídají vnější a vnitřní (pasivní a aktivní) a instrumentální a konzumní (dlouhodobé a krátkodobé) strukturaci v tabulce. V každém ze čtyř sektorů se nachází jedna z funkcí nutných pro zachování systému.
Písmena ve schématu jsou zkratkami pro:
A – (Adaptation) adaptace, problém opatřování zdrojů z prostředí,

G – (Goal-attainment) dosahování cílů, tj. mobilizace zdrojů a energií k dosahování systémových cílů a ustanovení priorit mezi nimi,

I – (Integration) integrace, potřeba koordinovat, přizpůsobit, regulovat vztahy mezi různými aktéry uvnitř systému prostřednictvím implementace norem,

L – (Latent pattern maintenance) udržování (latentních) vzorců, nezbytnost motivace aktérů k výkonu rolí pro systém nezbytných a potřeba mít k dispozici mechanizmus řízení vnitřního napětí v systému.
Na úrovni sociálních systémů pak AGIL odpovídá těmto subsystémům:
A – ekonomika, úkoly hospodářského systému,

G – politika, stanovení cílů pro využití zdrojů, úkol politického systému,

I – sociální komunita (národ, stát), integrace různých systémových prvků a kontrola této soudržnosti, úkol sociální kontroly a právního systému,

L – kultura ( – rodina, škola, náboženství), udržení základních struktur společenských, kulturních hodnotových představ.

Na úrovni ekonomického subsystému pak těmto subsubsystémům:
A – kapitálový trh,

G – námezdní práce, placené zboží a služby,

I – organizace,

L – trh ekonomických statků.

V schématu dochází mezi jednotlivými částmi k vzájemným směnám (double interchanges), které naznačují propojení a přizpůsobování subsystémů. Na konci života pak spolu s Charlesem Lidzem Parsons formuluje teorii, kde je systém jednání součástí ještě obecnějšího rámce paradigmatu Human Condition.
A – fyzikálně chemický systém

G – organický systém

I – systém jednání

L – telický systém (náboženství, filosofie)

### Glosa
Parsons užíval slova „gloss“ k popsání toho, jak může myšlení vytvářet realitu. Jak vysvětlil Carlos Castaneda, „Glosa je úplný systém vnímání a jazyka… Musíme však být silní abychom tímto způsobem sestavili svět. Dítě poznává svět s pár předpoklady dokud není dost silné, aby vidělo věci způsobem, který odpovídá obecně přijatému vysvětlení. Svět je pouze (přijatou) dohodou.“ Studie prokázaly, že náš mozek „filtruje“ informace přijaté našimi smysly. Tato „filtrace“ je nevědomě vytvářena a určována biologicky, kulturními konstrukty včetně jazyka, osobní zkušenosti, systémem víry (přesvědčením) a dalšími. Různé kultury vytvářejí různé glosy, všechny nazývané skutečností – realitou. Neschopnost rozpoznávat glosy pak může být vysvětlením toho, co se děje při střetu kultur.

## Význam T. Parsonse ve světové sociologii
Talcott Parsons byl mnoho let nejznámějším sociologem ve Spojených státech amerických. Jeho práce významně ovlivnila především 50. a 60. léta 20. století v Americe, ale postupem času začala ustupovat do pozadí. V současné době se zabývá myšlenkami T. Parsonse z pohledu „neofunkcionalizmu“ Jeffrey Alexander z univerzity Yale.

## Hlavní díla
- The Structure of Social Action (1937)
- The Social System (1951)
- Structure and Process in Modern Societies (1960)
- Sociological Theory and Modern Society (1968)
- Politics and Social Structure (1969)